# Joep Beving
Joep Beving (Doetinchem, 1976) is een Nederlands componist en pianist.

## Leven en werk
Beving studeerde Bestuurskunde. Vervolgens ging hij werken in de reclamewereld, waar hij met name verantwoordelijk was voor de muziek bij tal van commercials. Ook schreef hij soundtracks voor de korte films Hortum (2010) en Het cadeau (2015).
In 2015 verscheen Bevings eerste album, Solipsism, met modern klassieke, atmosferische pianostukken. Zelf omschrijft hij zijn composities als "toegankelijke muziek voor complexe emoties". In 2017 verscheen zijn tweede album, Prehension, in een vergelijkbare stijl als zijn debuutalbum. In 2018 volgde Conatus en in 2019 Henosis.
In 2021 verzorgde Beving de muziek van de bioscoopfilm Mijn vader is een vliegtuig.

## Discografie

### Studioalbums
- Solipsism (2015)
- Prehension (2017)
- Conatus (2018)
- Henosis (2019)
- Trilogy (2021)
- Hermetism (2022)
- vision of contentment (2024) in samenwerking met Maarten Vos

### Ep's
- The London Sessions (2020)
- Sleeping Lotus (2021)

## Noot
1. ↑  Zie website DWDD. Gearchiveerd op 9 april 2017.

- Bibliothèque nationale de France: cb17136665m (data)
- Gemeinsame Normdatei: 1129699765
- International Standard Name Identifier: 0000 0004 6084 0001
- Library of Congress Control Number: no2019087876
- MusicBrainz: 26eaac94-68f0-482c-9479-931190092457
- Bibliotheek van het Japanse parlement: 001267371
- Nationale Bibliotheek van Tsjechië: xx0216856
- Virtual International Authority File: 2149233588476512924